# ورد جوري
الورد الدمشقي أو كما يعرف باسمه الشائع الورد الجوري  (الاسم العلمي: Rosa damascena) نوع نباتي ينتمي إلى الفصيلة الوردية. سمي بهذا الاسم في الغرب لأن الغرب عرفه أثناء حملاته على بلاد الشام، وليس لأن أصل هذا النوع من بلاد الشام، وذلك لأنه نبات هجين وليس بريا. أثبت فحص الحمض النووي أنه هذا النوع نتج من تهجين ثلاثة أنواع من الورد هي الورد المسكي والورد الفرنسي وورد فيدشنكو (باللاتينية: Rosa fedtschenkoana) من آسيا الوسطى، أي أن لا موطنًا أصليًا لها، ولا يعرف المكان الذي هُجنت فيه على وجه التحديد.

## خلفية
تم نقل الوردة من سوريا إلى أوروبا خلال حملات الصليبيين في القرن الثالث عشر ميلادي، ويعتبر نبات الورد من أقدم مجموعات نباتات الزينة ويستخرج منه زيت عطري شهير وهو زيت الورد الذي يدخل في صناعة العطور وأيضًا أزهاره صالحة للقطف وتعيش مدة طويلة بعده، مواسم إزهاره هي الربيع والخريف ويجب زراعة الورد الجوري في مكان خاص بحديقة الزينة.
وفي العصر الحديث تنتشر زراعة الوردة الشامية في بلدة المراح بالقلمون الشرقي بريف دمشق الشمالي، حيث يبدأ موسم القطاف في شهر أيار ويتم جني المحصول مترافقا بمهرجان سنوي ضخم يشارك فيه المزارعون وكل الفعاليات في المنطقة ويتم فيه تقطير عطر الوردة الفواح واستخراج المواد الطبية والشراب والمربيات.

## الخواص الجمالية والاستخدامات

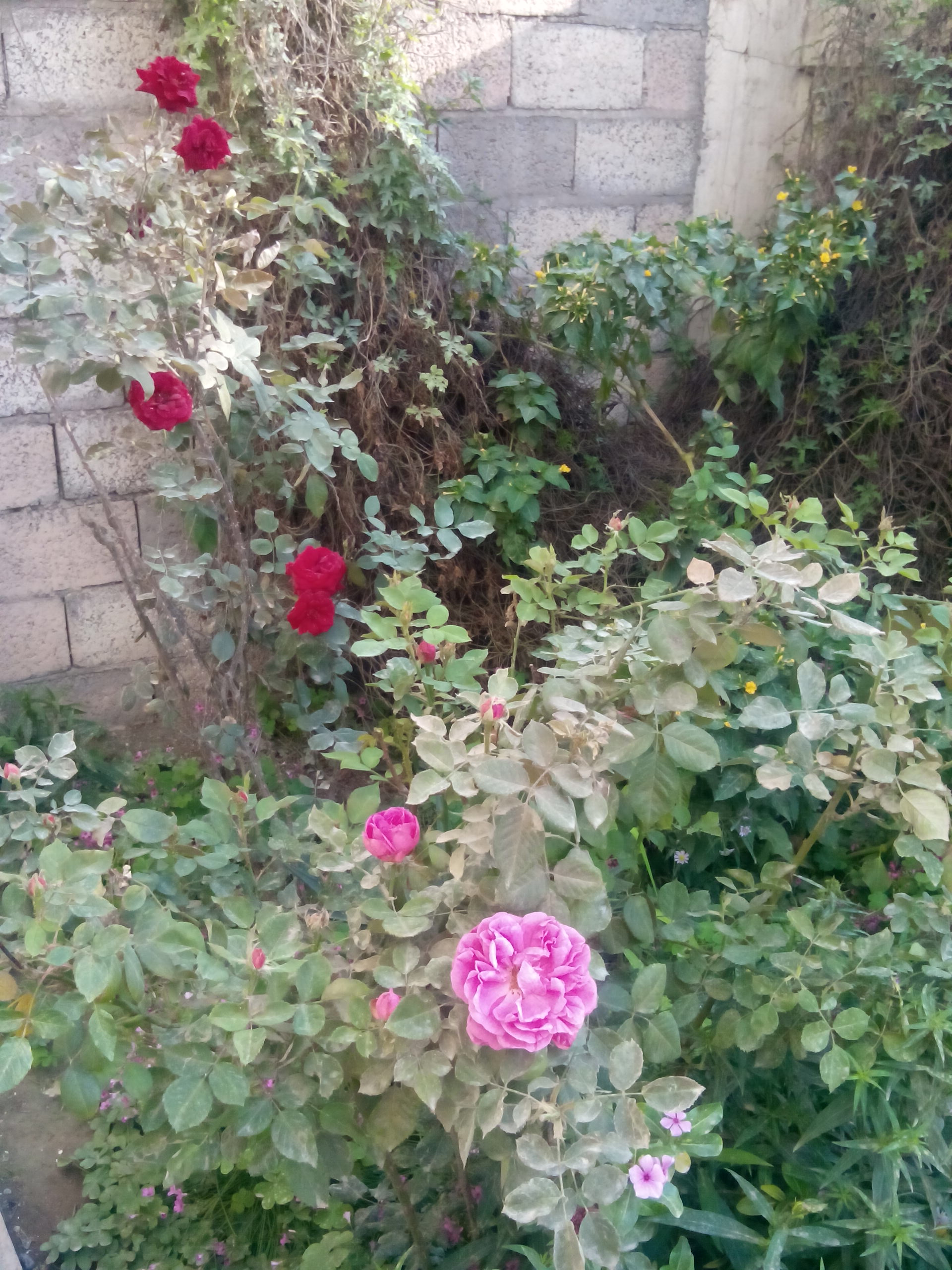
ورد جوري أحمر في حديقة منزلية

يوحي مظهر الورد الجوري بالأمل والثقة بالنفس والانسجام والسكينة وعمق التأمل، وترمز الوردة إلى مفاهيم الحب والعواطف الصادقة، وتدل على مشاعر النبل والخلود. الورد هو زهرة عطرية تمتاز برائحتها النفاذة القوية، تدخل في تركيب العطور الشهيرة والنفيسة، تمتاز رائحتها بالنعومة والعذوبة التي تمثل الرمز لرائحة الورد الحقيقي والتأثير والجذب والعطور التي تستخلص من الورد الجوري أو الوردة الدمشقية من أفضل الأنواع في العالم.
يقطّر من الورد ماء الورد والذي يستخدم في صناعة المواد التجميلية والحلويات والمعطرات كما تستخدم بتلات الورد في صناعة مربى الورد ولتنكيه بعض الحلويات الشامية كالنوغا.

## الزراعة
تجود زراعة الورد في الأراضي الصفراء (الرملية) الغنية بالمواد الغذائية بشرط أن تكون جيدة الصرف وخالية من الأملاح وتسمد بالسماد البلدي القديم بمعدل 25 متر/فدان وذلك بمعدل 1 مقطف/متر مربع من الأرض ولا يحتاج إلى الأسمدة الكيميائية.

## مهرجان الورود بالمغرب

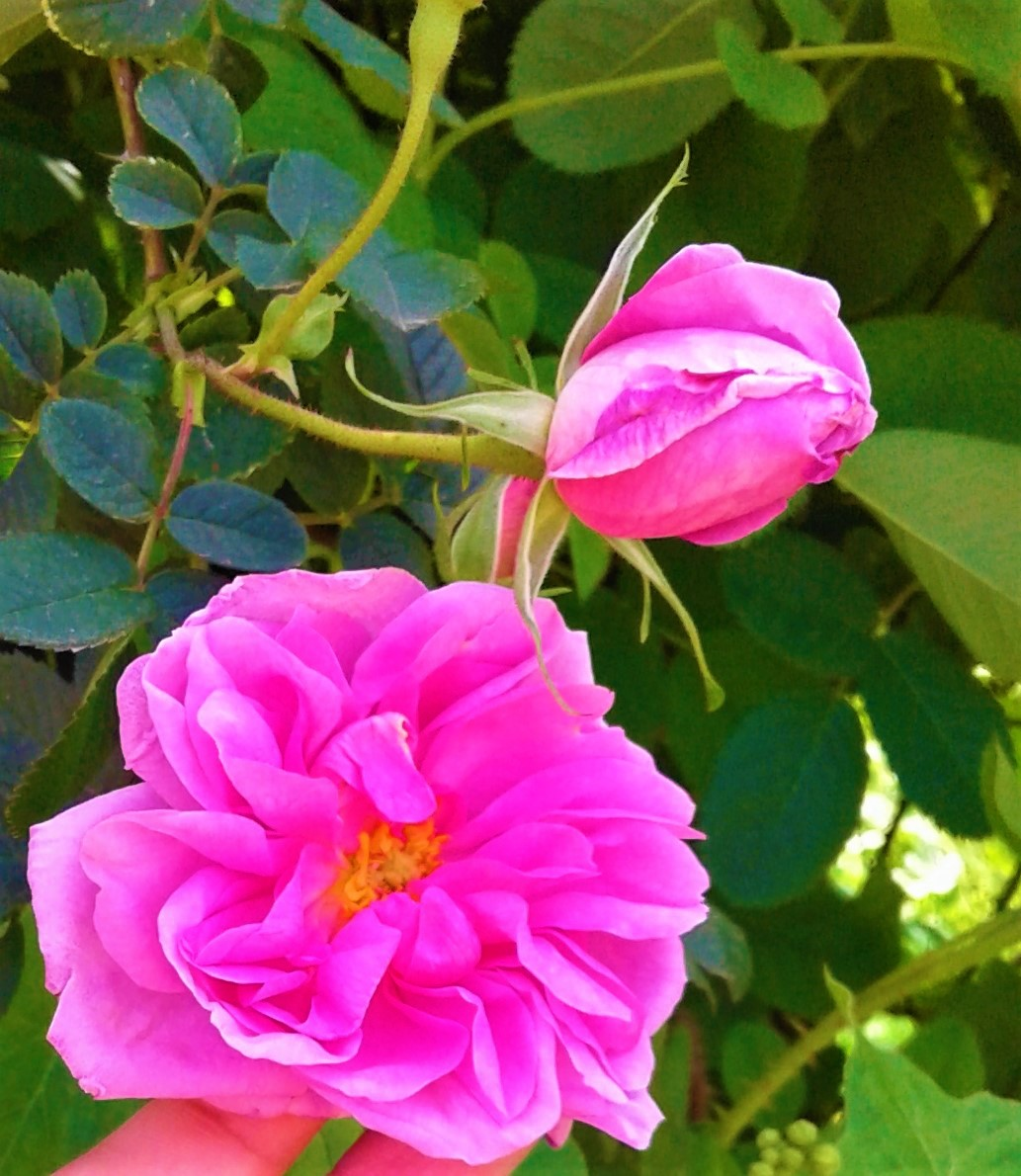
التقطت الصورة في المغرب

منذ 1962، يقام لهذا النوع من الورود مهرجان سنوي بقلعة مڭونة، الموجودة بإقليم تنغير، ويسمى مهرجان الورود، وذلك احتفاءً بموسم جني الزهور أو الورد البلْدي كما يُعرف في الدارجة المغربية. وينظم المهرجان تحت شعارات متعلقة بالتنمية المحلية كمثل: “الورد العطري رافعة قوية للشغل وللدينامية الاقتصادية المحلية”  و يشمل برنامج المهرجان تنظيم ندوات علمية يؤطرها باحثون وخبراء بهدف تنمية سلسلة الورد العطري لفائدة الفلاحين والمنظمات المهنية والمستثمرين 

## الوردة والتراث الإنساني
بتاريخ 2019-12-12، أعلنت منظمة الأمم المتحدة للتربية والعلم والثقافة “اليونيسكو” إدراج عنصر الوردة الشامية وما يرتبط بها من الممارسات والحرف التراثية ضمن قائمة التراث الإنساني اللامادي في المنظمة. وقالت المنظمة على موقعها الإلكتروني إن اللجنة الحكومية الدولية لحماية التراث الثقافي اللامادي خلال اجتماعها الرابع عشر المنعقد في العاصمة الكولومبية بوغوتا أدرجت الوردة الشامية والممارسات والحرف التراثية المرتبطة بها ضمن قائمة التراث الإنساني اللامادي.
وكانت سورية قدمت في العام السابق ملف الوردة الشامية لمنظمة اليونيسكو والذي يعرف ويحدد الممارسات والحرف التراثية المرتبطة بها في قرية المراح كأحد العناصر التراثية الثقافية السورية لتتم إضافته إلى القائمة التمثيلية للتراث الإنساني في المنظمة.

## الآفات التي تصيب الورد
1. مرض البياض الدقيقي: مرض فطري يصيب الأوراق والبراعم على شكل بُقع بيضاء تشبه الدقيق ويعالج بالرش بمحلول الصودا الكاوية والصابون قوة 1.5%.
2. الصدأ: وهو مرض فطري أيضًا يظهر على الأوراق والسيقان على شكل مسحوق أصفر برتقالي ويعالج بتقليم النبتات في آخر يناير ثم جمع الأجزاء المصابة وحرقها ثم ترش النباتات بمحلول كبريتات النحاس قوة 1%.
3. حشرة المن: يعالج بالرش بسلفات النيونيكوتين.
4. حشرة العنكبوت الأحمر: يعفر بالكبريت

## معرض صور

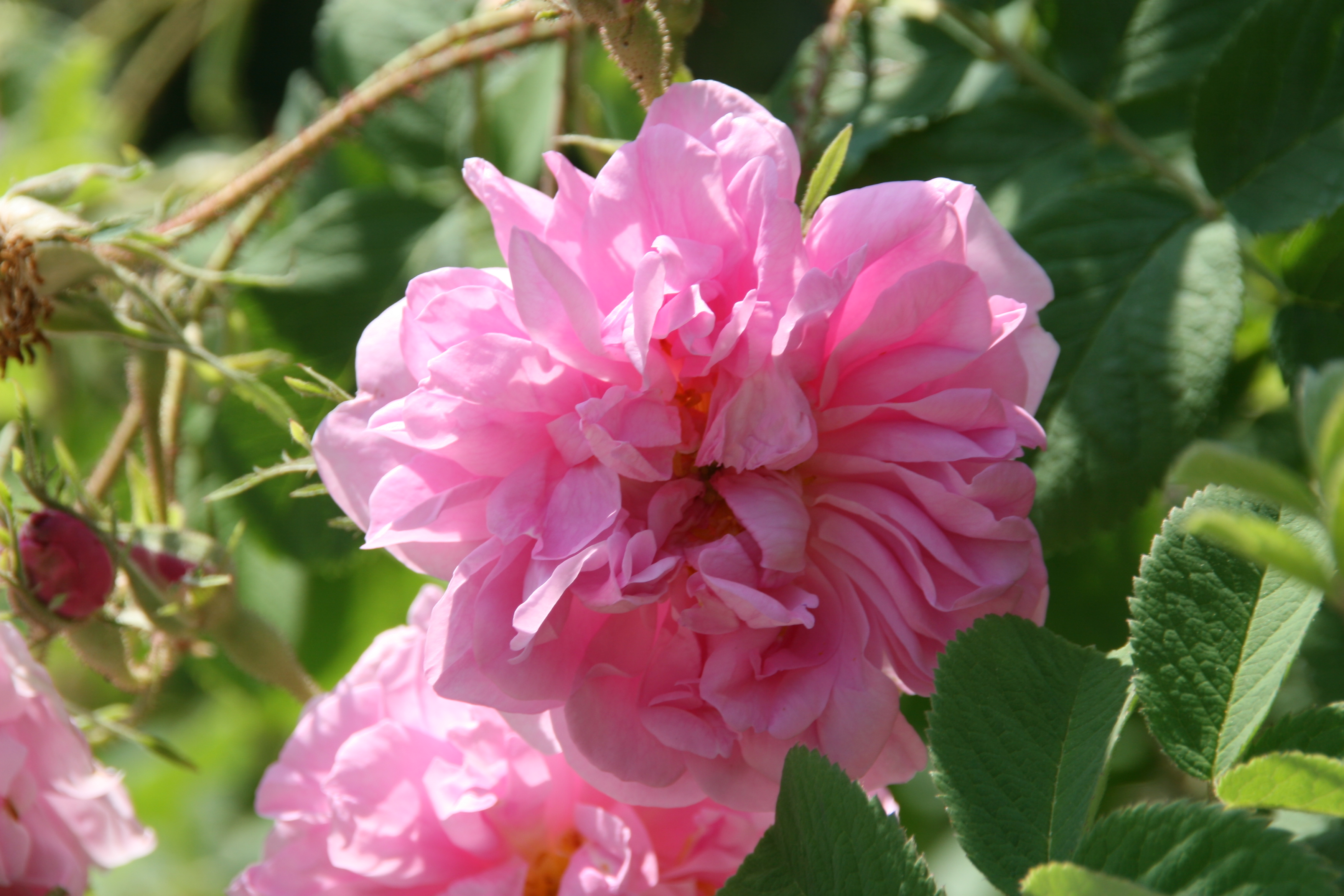
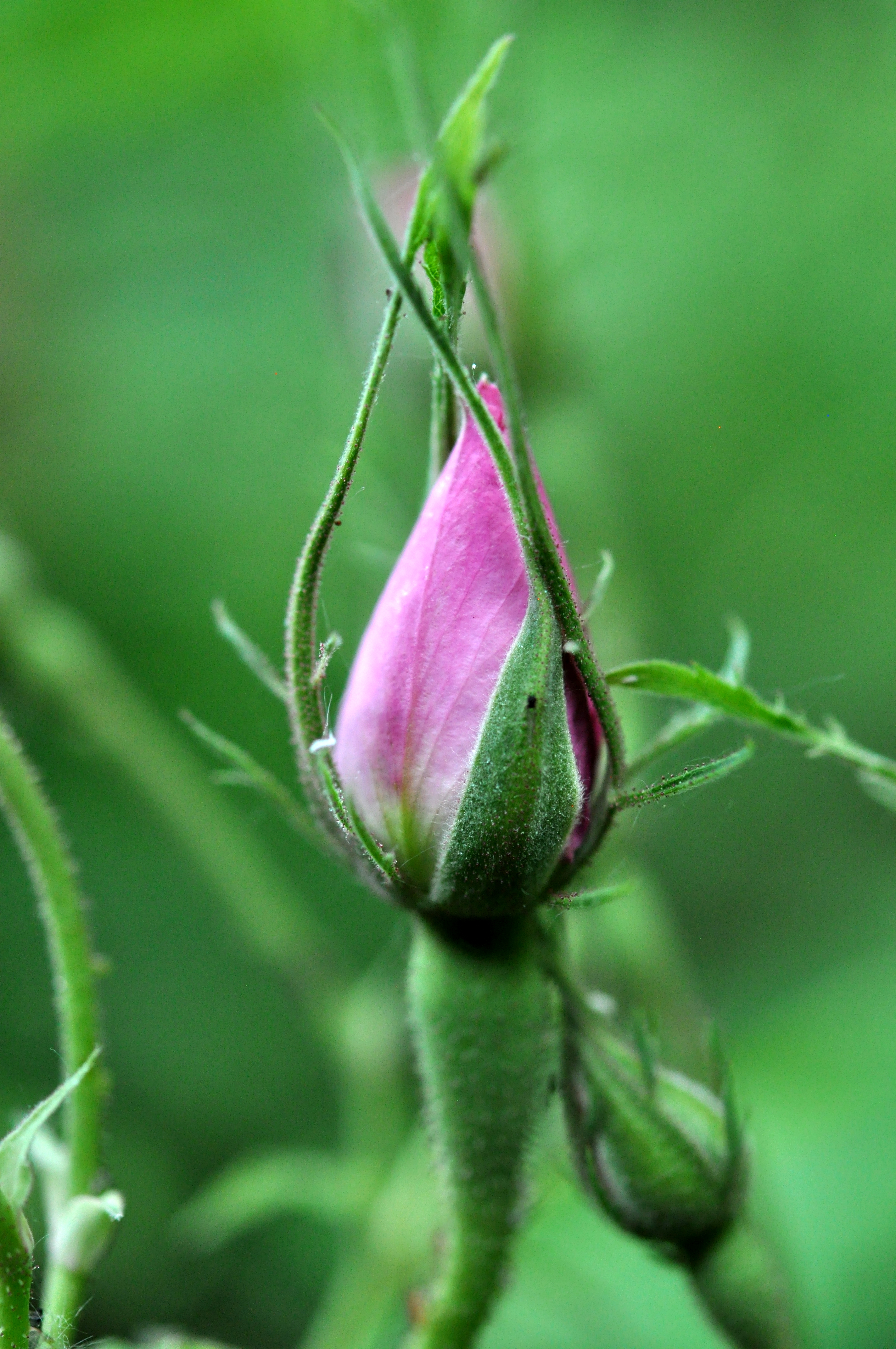
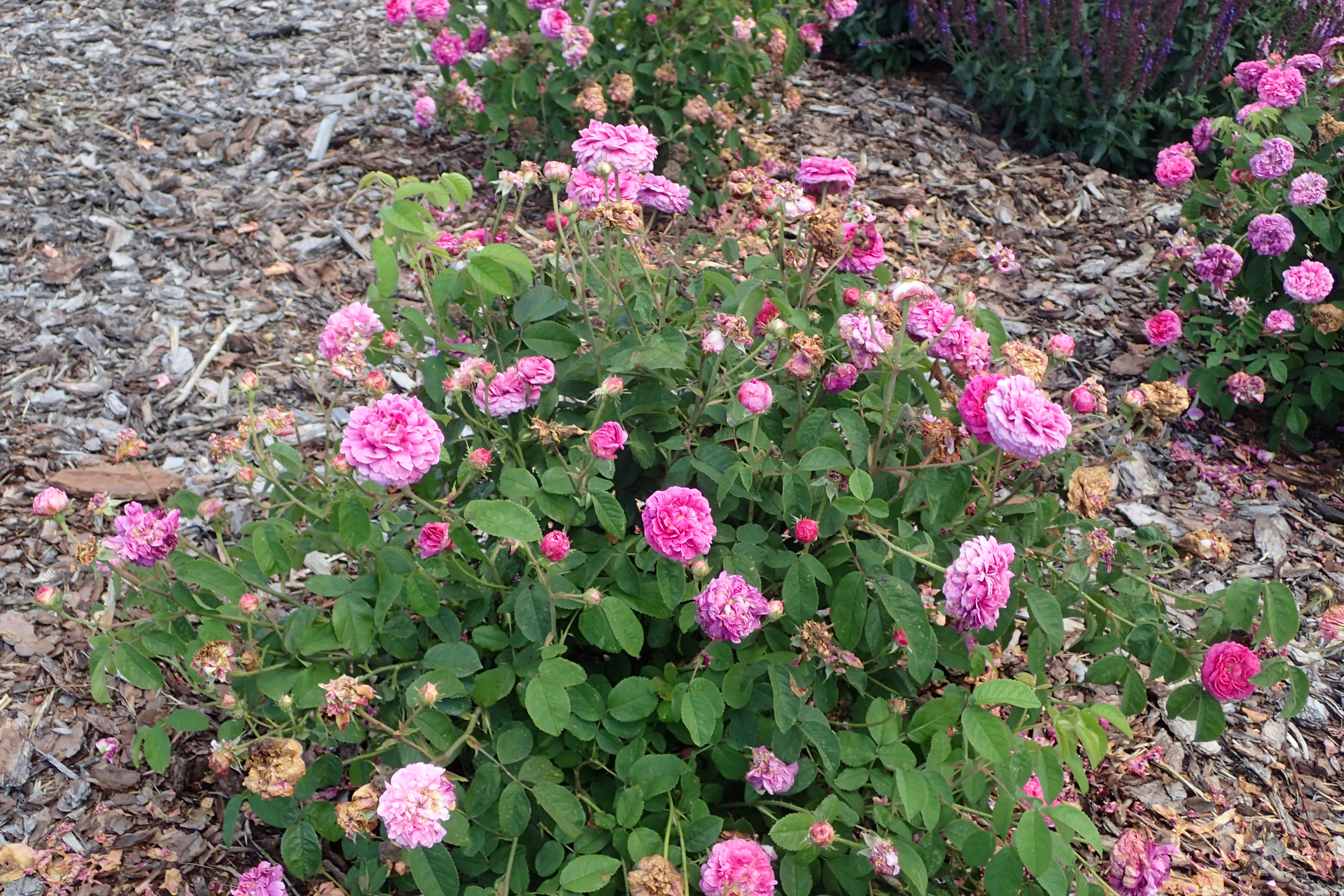
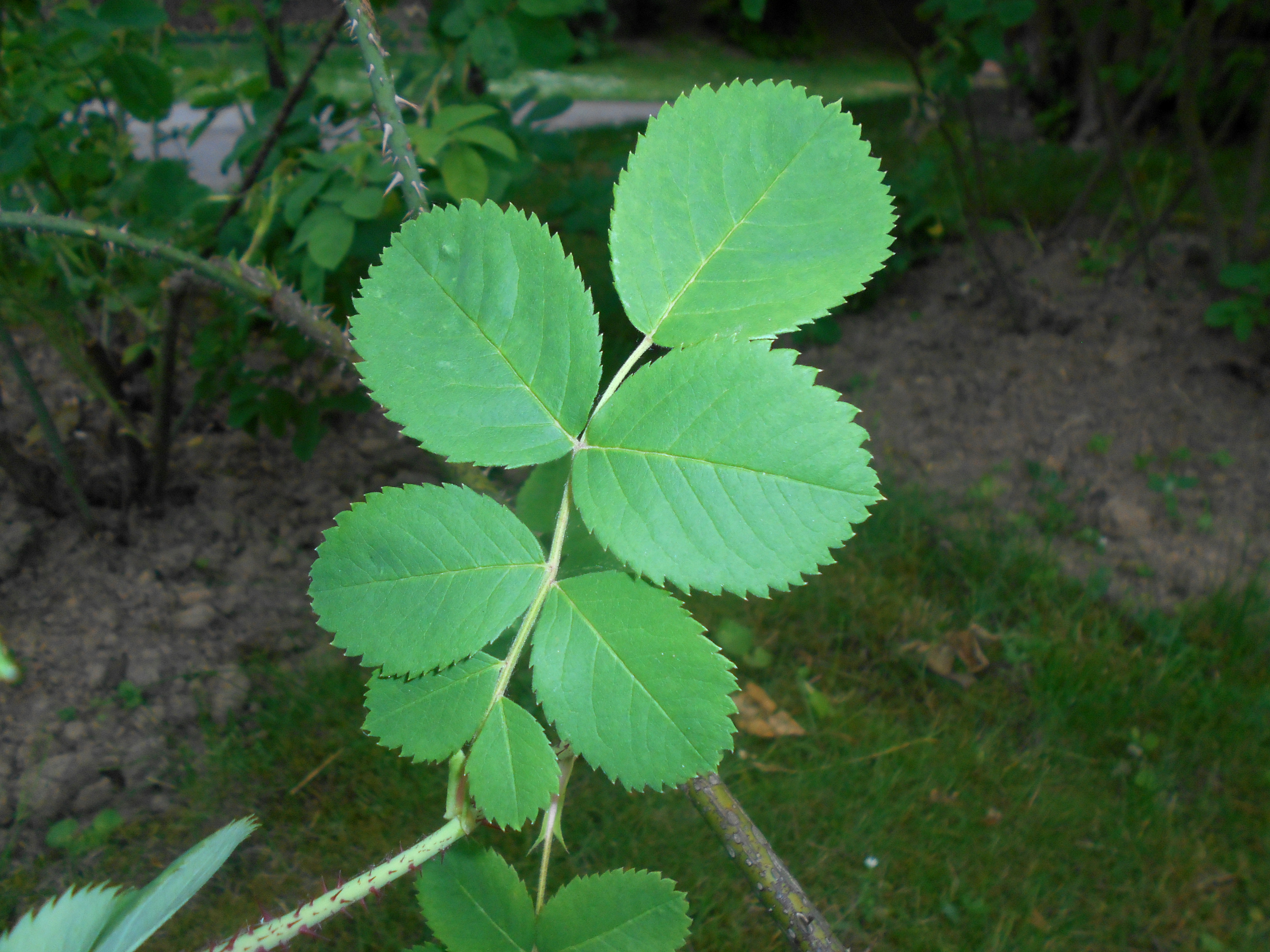
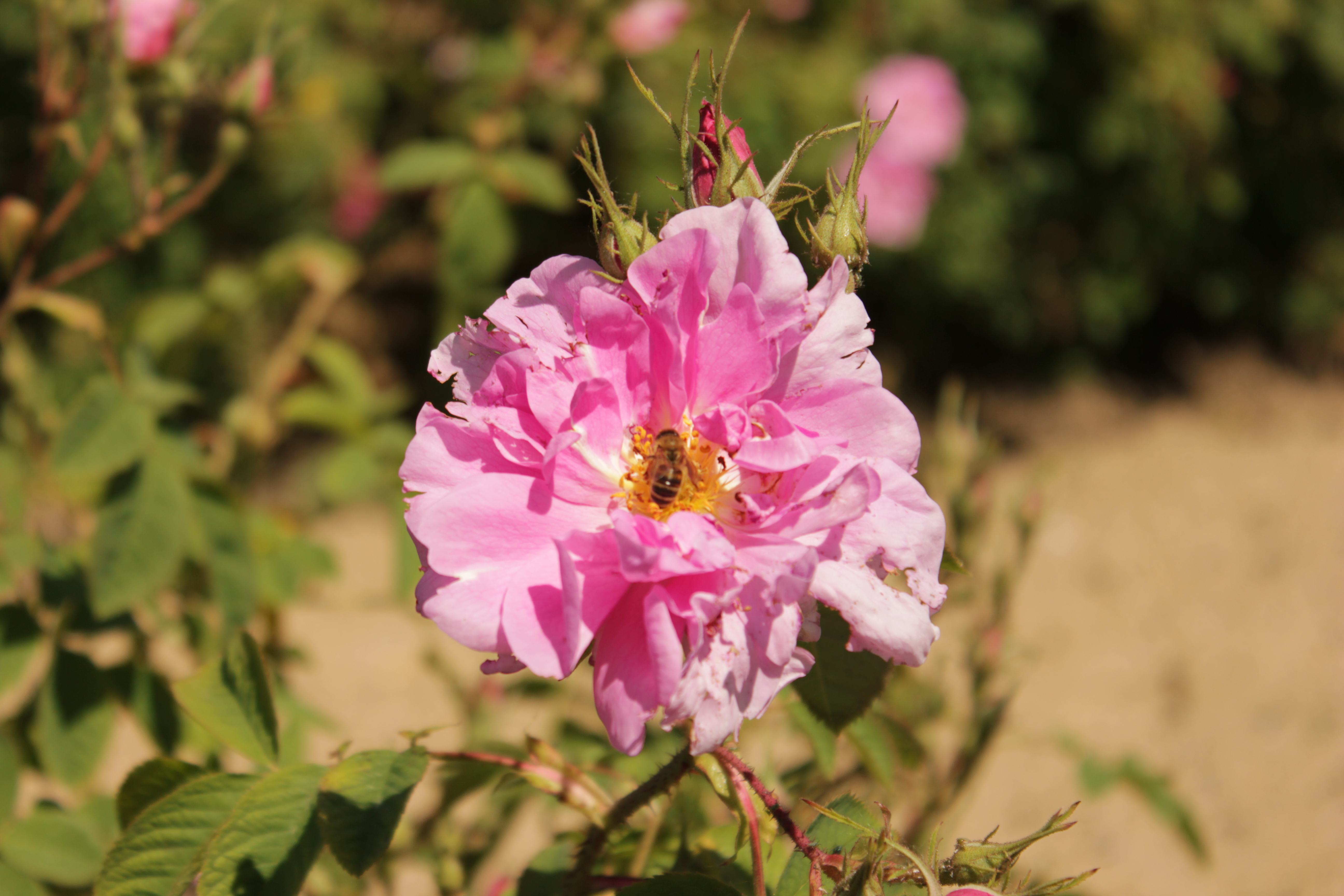